# Antonino Saitta
Antonino Saitta (Raddusa, 15 luglio 1950) è un politico italiano, presidente della Provincia di Torino dal 2004 al 2014 e Presidente facente funzioni dell'Unione Province Italiane dal 2012 al 2014, dal 10 giugno 2014 assessore alla sanità della Regione Piemonte.

## Biografia
Laureato in Scienze Politiche, è stato consigliere provinciale di Torino dal 1985 al 1990 e capogruppo della Democrazia Cristiana, sindaco di Rivoli (TO) dal 1988 al 1995, consigliere regionale del Piemonte dal 1995 per due mandati, eletto nelle liste del Partito Popolare Italiano. Aderisce nel 2002 a La Margherita.
In occasione delle elezioni amministrative del 2004 è stato eletto al primo turno presidente della provincia, raccogliendo il 51,9% dei voti in rappresentanza di una coalizione di centrosinistra; è stato confermato alle elezioni del 2009, quando, nel turno di ballottaggio, ha sconfitto la candidata del centrodestra Claudia Porchietto col 57,3% dei voti.
Il 12 febbraio 2008 è eletto Vicepresidente Vicario dell'Unione Province Italiane (UPI).
Il 31 ottobre 2012 in qualità di Vicepresidente Vicario subentra al dimissionario Giuseppe Castiglione che si era dimesso dalla Presidenza della Provincia di Catania per candidarsi alle politiche del 2013 come Presidente facente funzioni dell'Unione Province Italiane
Il 10 giugno 2014 viene nominato dal presidente Sergio Chiamparino, assessore alla sanità della regione Piemonte.